# Tamlyn Tomitová
Tamlyn Naomi Tomitová (* 27. ledna 1966 Okinawa, Japonsko) je americká herečka japonského původu.

## Životopis
Tomita se narodila na japonské Okinawě. Je dcerou Shira a Asako Timotových. Její otec, Američan japonského původu, byl během druhé světlové války internován v Manzanaru v Kalifornii a později pracoval jako policista losangeleské policie. Tamlyn Tomitová odmaturovala na střední škole Granada Hill v Los Angeles.

## Kariéra
Ve filmu debutovala v roce 1986 snímkem Karate Kid 2, v průběhu 90. let hrála např. ve snímcích Navštivte ráj a Čtyři pokoje. V letech 1987 a 1988 pravidelně hrála v mýdlové opeře Santa Barbara, později hostovala např. v seriálu Quantum Leap, v roce 1993 ztvárnila postavu nadporučíka Laurel Takašimové v televizním sci-fi filmu Babylon 5: Vesmírný sumit. Dále se objevila např. v seriálech Highlander, To je vražda, napsala, The Burning Zone, Ochránce, Nemocnice Chicago Hope, Will a Grace, Drzá Jordan. Po roce 2000 hrála např. ve filmech Den poté či Oko a v různých seriálech, jako jsou např. JAG, 24 hodin, North Shore, Hvězdná brána, Hvězdná brána: Atlantida, Můj přítel Monk, Mentalista, Kriminálka Miami, General Hospital, Heuréka – město divů, Zákon a pořádek: Los Angeles, Glee, Chasing Life, Vražedná práva či Vlčí mládě. V roce 2017 získala jednu z hlavních rolí v seriálu stanice ABC Dobrý doktor.
Jako zpěvačka vydala v roce 1987 u Polydor Records jedno EP a album Sweet Surprise.

## Filmografie

### Film
| Rok  | Název                     | Role                          | Poznámky            |
| ---- | ------------------------- | ----------------------------- | ------------------- |
| 1986 | Karate Kid 2              | Kumiko                        |                     |
| 1987 | Hawaiian Dream            | Karren Saito                  |                     |
| 1990 | Vietnam Texas             | Lan                           |                     |
| 1990 | Navštivte ráj             | Lily Yuriko Kawamura / McGann |                     |
| 1993 | Klub šťastných žen        | Waverly                       |                     |
| 1994 | Picture Bride             | Kana                          |                     |
| 1994 | Notes on a Scale          |                               |                     |
| 1995 | Čtyři pokoje              | manželka                      |                     |
| 1995 | Requiem                   | Fong                          | krátkometrážní film |
| 1997 | The Killing Jar           | Diane Sanford                 |                     |
| 1997 | Touch                     | advokátka                     |                     |
| 1998 | Hundred Percent           | Thaise                        |                     |
| 1998 | Soundman                  | Butchova žena                 |                     |
| 1998 | Polibek                   | Bobova žena                   |                     |
| 1999 | Life Tastes Good          | Julie Sado                    |                     |
| 2000 | Betty Anderson            | detektiv Miyamoto             | krátkometrážní film |
| 2003 | Robot Stories             | Marcia                        |                     |
| 2003 | Day of Independence       | členka sboru                  | krátkometrážní film |
| 2004 | The Perfect Party         | matka                         |                     |
| 2004 | Den poté                  | Janet Tokada                  |                     |
| 2005 | Gaijin 2: Love Me as I Am | Maria Yamashita Salinas       |                     |
| 2005 | True Love & Minosa Tea    | Rebecca Nakasone              | krátkometrážní film |
| 2006 | Prapor purpurových srdcí  | Mary Takata                   |                     |
| 2006 | Peace                     | Sandy Sakai                   | krátkometrážní film |
| 2007 | Pandemie                  | Melissa Lo                    | krátkometrážní film |
| 2008 | Oko                       | paní Cheung                   |                     |
| 2008 | Finding Madison           | Beth                          |                     |
| 2009 | Why Am I Doing This?      | Donna                         |                     |
| 2009 | Tekken                    | Jun Kazama                    |                     |
| 2010 | The Mikado Project        | Viola                         |                     |
| 2010 | Nómadas                   |                               |                     |
| 2010 | Starlight Inn             | Grace Kim                     | krátkometrážní film |
| 2011 | The Charles Kim Show      | Samu sebe                     | krátkometrážní film |
| 2012 | White Room: 02B3          | Five                          | krátkometrážní film |
| 2014 | Awesome Asian Bad Guys    | Tamlyn / Pamlyn (2013)        |                     |
| 2014 | Teacher of the Year       | Vivian Lew                    |                     |
| 2014 | Operation Marriage        | Lee                           | krátkometrážní film |
| 2015 | Daddy                     | Sharlene Hong                 |                     |
| 2016 | The Good Neighbor         | Heather Cromwell              |                     |
| 2016 | The Unbidden              | Lauren Lee                    |                     |
| 2016 | Seppuku                   | Linda                         | krátkometrážní film |
| 2017 | Real Artists              | Anne Palladon                 | krátkometrážní film |
| 2019 | The Living Worst          | Chita Montague                |                     |
| 2020 | I Will Make You Mine      | Julia                         |                     |

### Televize
| Rok             | Název                               | Role                           | Poznámky                                                    |
| --------------- | ----------------------------------- | ------------------------------ | ----------------------------------------------------------- |
| 1987            | Četa v akci                         | žena                           | díl: „Sitting Ducks“                                        |
| 1987–1988       | Santa Barbara                       | Lily Murakami, Ming Li         | 31 dílů                                                     |
| 1988            | Hiroshima Maiden                    | Miyeko Matsuda                 | TV film                                                     |
| 1988            | To Heal a Nation                    | Maya Ying Lin                  | TV film                                                     |
| 1989            | The Karate Kid                      | Různé hlasy                    | díl: „My Brother's Keeper“                                  |
| 1990            | Hirošima: město popela              | Sally                          | TV film                                                     |
| 1992            | Quantum Leap                        | Tamlyn Matsuda                 | díl: „Temptation Eyes“                                      |
| 1992            | Raven                               | Kim Tanaka                     | díl: „Return of the Black Dragon“                           |
| 1993            | Babylon 5: Vesmírný sumit           | Lt. Cmdr. Laurel Takashima     | TV film                                                     |
| 1994            | Time Trax                           | Toshi                          | díl: „Return of the Yakuza“                                 |
| 1994            | Ztracený syn 2                      | Lanchi                         | TV film                                                     |
| 1994            | Stíny nad Waikiki                   | Taylor Chun                    | díl: „Stíny nad Waikiki“                                    |
| 1994            | Highlander                          | Midori Koto                    | díl: „The Samurai“                                          |
| 1994            | Living Single                       | Mary                           | díl: „Bristle While You Work“                               |
| 1994            | Ztracený syn 4                      | Lanchi                         | TV film                                                     |
| 1994            | To je vražda, napsala               | detektiv Sharon Matsumoto      | díl: „Death in Hawaii“                                      |
| 1995            | Vanishing Son                       | Lan Chi                        | díl: „Single Flame“                                         |
| 1995            | Sisters                             | Kiri Adams                     | 2 díly                                                      |
| 1996, 1998      | Nemocnice Chicago Hope              | Tina – Suttonova exmanželka #3 | 2 díly                                                      |
| 1996–1997       | The Burning Zone                    | Dr. Kimberly Shiroma           | 11 dílů                                                     |
| 1997            | Ochránce                            | Suzane Tomaki                  | díl: „Frajírek Alec“                                        |
| 1997            | Raven: Return of the Black Dragons  | Kim Tanaka                     | TV film                                                     |
| 1999            | Poslední muž na planetě Země        | agentka Kara Hastings          | TV film                                                     |
| 1999            | Sedm dní                            | Michelle                       | díl: „Walter“                                               |
| 1999            | Will a Grace                        | Naomi                          | díl: „Život není žádná olivová zahrada“                     |
| 2000            | Nepolapitelný virus                 | Monique Chao                   | TV film                                                     |
| 2000            | Detektiv Nash Bridges               | Amy Chin                       | 2 díly                                                      |
| 2000            | The Michael Richards Show           | Ming                           | díl: „USA Toy“                                              |
| 2001            | Destiny                             |                                | TV film                                                     |
| 2001            | FreakyLinks                         | Emma Reed                      | díl: „Subject: The Final Word“                              |
| 2001            | Walking Shadow                      | Rikki Wu                       | TV film                                                     |
| 2001            | Providence                          | Mary Cassidy                   | díl: „Civil Unrest“                                         |
| 2001            | Drzá Jordan                         | Dr. Grace Yakura               | 3 díly                                                      |
| 2002            | Policejní odznak                    | Wanda Higoshi                  | díl: „Pilot“                                                |
| 2002            | For the People                      | Dr. Chaney                     | díl: „Come Blow Your Whistle“                               |
| 2002–2003       | JAG                                 | velitelka Tracy Manetti        | 7 dílů                                                      |
| 2002–2003       | 24 hodin                            | Jenny Dodge                    | 5 dílů                                                      |
| 2003            | V tajných službách                  | Elizabeth                      | 2 díly                                                      |
| 2003            | Situace: Ohrožení                   | agentka Nicole Hill            | díl: „Under the Gun“                                        |
| 2004            | Křižovatky medicíny                 | Dr. Nash                       | díl: „Goodbye/Rest in Peace“                                |
| 2004–2005       | North Shore                         | Xiao                           | 2 díly                                                      |
| 2005            | Jane Doeová: Deklarace nezávislosti | Helen Morrison                 | TV film                                                     |
| 2006            | První prezidentka                   | Randy                          | díl: „No Nukes Is Good Nukes“                               |
| 2006            | Hvězdná brána                       | Shen Xiaoyi                    | 2 díly                                                      |
| 2006, 2008      | Hvězdná brána: Atlantida            | Shen Xiaoyi                    | 2 díly                                                      |
| 2006–2007, 2009 | Heuréka – město divů                | Kim Anderson                   | 5 dílů                                                      |
| 2007            | Profesionálky                       | Sachiko Johannes               | díl: „Lepší svět“                                           |
| 2007–2008, 2010 | Hrdinové                            | Ishi Nakamura                  | 3 díly                                                      |
| 2008–2009       | General Hospital                    | Giselle                        | 6 dílů                                                      |
| 2008            | Božská mrcha                        | Tori Chen                      | díl: „Have a Seat, Earl“                                    |
| 2008            | Twenty Good Years                   |                                | díl: „Come Fly with Me"“                                    |
| 2008            | Two Sisters                         | Shakti                         | TV film                                                     |
| 2009            | Můj přítel Monk                     | Eileen Hill                    | díl: „Pan Monk bojuje s radnicí“                            |
| 2009            | Mentalista                          | Lauri Medina                   | díl: „Krevní msta“                                          |
| 2009            | Myšlenky zločince                   | Dr. Linda Kimura               | díl: „Zamoření“                                             |
| 2009            | Kriminálka Miami                    | Dr. Sarah Fordham              | díl: „Útěk z vězení“                                        |
| 2009            | Private Practice                    | právnička                      | díl: „Strange Bedfellows“                                   |
| 2010            | Memphis Beat                        | Noreen Drake                   | díl: „I Want to Be Free“                                    |
| 2010–2011       | Zákon a pořádek: Los Angeles        | Miwako Nishizawa               | 10 dílů                                                     |
| 2011            | Chicago: Zákon ulice                | advokátka                      | díl: „Lazebník a prcek“                                     |
| 2011            | The Protector                       | Katrina                        | díl: „Bangs“                                                |
| 2011–2012       | Glee                                | Julia Chang                    | 3 díly                                                      |
| 2012            | Tak jde čas                         | Dr. Ellen Yu                   | 6 dílů                                                      |
| 2012            | Make It or Break It                 | Dr. Lim                        | díl: „Listen to the Universe“                               |
| 2012            | Doteky osudu                        | Kazuko Osugi                   | díl: „Prstenec 1/2“                                         |
| 2012            | Hollywoodské sny                    | Sarah Medeiros                 | 2 díly                                                      |
| 2013            | Sběratelé kostí                     | Dr. Alice Crawford             | díl: „Brusle jako zbraň“                                    |
| 2013            | Pravá krev                          | Ms. Suzuki                     | 2 díly                                                      |
| 2014–2017       | Vlčí mládě                          | Noshiko Yukimura               | 16 dílů                                                     |
| 2014            | Resurrection                        | Dr. Toni Willis                | 5 dílů                                                      |
| 2014–2015       | Vražedná práva                      | soudkyně Carol Marrow          | 2 díly                                                      |
| 2014            | Námořní vyšetřovací služba L. A.    | agentka Shana Rollins          | díl: „Dron“                                                 |
| 2015            | Chasing Life                        | Dr. Mae Lin                    | 5 dílů                                                      |
| 2015            | Zoo                                 | Minako Oz                      | díl: „The Silence of the Cicadas“                           |
| 2016            | Berlínská mise                      | Sandra Abe                     | 10 dílů                                                     |
| 2017–2019       | Dobrý doktor                        | Allegra Aoki                   | 23 dílů, hlavní role (1.–3. řada), hostující role (3. řada) |
| 2018            | The Man in the High Castle          | Tamiko Watanabe                | 6 dílů                                                      |
| 2020            | Star Trek: Picard                   | komodor/generál Oh             | 3 díly                                                      |

### Videohry
| Rok  | Název                     | Role           | Poznámky |
| ---- | ------------------------- | -------------- | -------- |
| 2002 | James Bond 007: Nightfire | Makiko Hayashi |          |